# Condado de Braxton
El condado de Braxton (en inglés: Braxton County), fundado en 1836, es uno de los 55 condados del estado estadounidense de Virginia Occidental. En el año 2000 tenía una población de 14.702 habitantes con una densidad poblacional de 11 personas por km². La sede del condado es Sutton.

## Geografía
Según la Oficina del Censo, el condado tiene un área total de 1336 km² (515,8 mi²), de la cual 1329 km² (513,1 mi²) es tierra y 8 km² (3,1 mi²) (0.52 %) es agua.

### Condados adyacentes
- Condado de Lewis - noreste
- Condado de Webster - sureste
- Condado de Nicholas - sur
- Condado de Clay - suroeste
- Condado de Calhoun - oeste
- Condado de Gilmer - noroeste

### Carreteras
- Interestatal 79
- U.S. Highway 19
- Ruta de Virginia Occidental 4
- Ruta de Virginia Occidental 5
- Ruta de Virginia Occidental 15

## Demografía
En el 2000 la renta per cápita promedia del condado era de $24,412, y el ingreso promedio para una familia era de $29,133. En 2000 los hombres tenían un ingreso per cápita de $27,560 versus $17,778 para las mujeres. El ingreso per cápita para el condado era de $13,349. Alrededor del 22.00 % de la población estaba bajo el umbral de pobreza nacional.

## Comunidades

### Ciudades y pueblos incorporados
- Burnsville
- Flatwoods
- Gassaway
- Sutton

### Comunidades no incorporadas
| - Braxton - Canfield - Caress - Centralia - Clem - Copen - Corley | - Cutlips - Dingy - Duck - Elmira - Exchange - Falls Mill - Frametown | - Gip - Glendon - Heaters - Herold - Knapp | - Little Birch - Little Otter - Napier - Newville - Riffle | - Rosedale - Servia - Strange Creek - Tague - Tesla - Wilsie |